# Oldboys
Oldboys è un film del 2009 diretto da Nikolaj Steen.
Una trasferta con la squadra amatoriale di calcio, si trasforma in un'avventura in cui la quieta, ma anche cupa, vita di un uomo, incontra le vite problematiche di due giovani, dai quali sarà fatalmente e piacevolmente sconvolto.

## Trama
Vagn Bendtsen è un sessantenne che fa parte di una squadra di calcio amatoriale per anziani, il cui svago principale consiste in una trasferta/gita annuale per affrontare nuovi avversari. 
Durante un viaggio in Svezia, viene dimenticato presso una stazione di servizio. Per recuperare il gruppo, accetta l’aiuto di John, un giovane malvivente in fuga, cui si unisce in seguito Jeanne, una ragazza tormentata soprattutto dall'impossibilità di poter stare di più con il suo figlio di cinque anni, dopo la separazione dal marito.
Vagn cerca di fare tornare John sulla buona strada e mette una buona parola con Jeanne perché colga gli aspetti positivi del ragazzo, innamorato di lei. D'altra parte John, aspirante studente di psicologia, coglie l'insoddisfazione di Vagn, scottato dal rifiuto del suo grande amore, ancora dopo 40 anni, e con una questione irrisolta rispetto alla morte del padre avvenuta ancora prima, e gli è di grande aiuto in questo senso. Arrivato in tempo per la partita, vi prende parte, finché la stessa non finisce in una rissa e la polizia non irrompe per arrestare John che lo aveva seguito fin lì. La sorte del ragazzo era segnata e questa circostanza non è così negativa, ora che lo stesso, Vagn e anche Jeanne, si conoscono e possono continuare a frequentarsi e ad aiutarsi.

## Produzione
Prodotto dalla danese Nordisk Film con una partecipazione produttiva svedese, il film è stato diretto e sceneggiato da Nikolaj Steen, già noto come musicista. 
Le riprese si sono svolte nella regione di Copenaghen e in Svezia.

## Distribuzione
Uscito in Danimarca il 25 dicembre 2009, è stato distribuito dalla Nordisk Film Biografdistribution. Ha ottenuto una discreta presenza in festival cinematografici nordici.

## Riconoscimenti
- 2009 – Premio Bodil
  - Candidatura a Miglior film
  - Candidatura a Miglior attore a Kristian Halken
- 2009 – Festival internazionale del cinema di Karlovy Vary
  - Premio del pubblico[3]
- 2009 – Premio Robert
  - Miglior colonna sonora a Tina Dickow
  - miglior canzone[1]